# Società italiana di economia agro-alimentare
La SIEA - Società Italiana di Economia Agro-Alimentare, fondata nel 1994, è una società scientifica accademica e professionale che associa studiosi e operatori interessati alle problematiche economiche relative allo sviluppo del sistema agro-alimentare.
Si tratta di una delle società scientifiche di riferimento degli economisti agrari italiani ed è associata all'AISSA - Associazione Italiana delle Società Scientifiche Agrarie.
La sua attività principale consiste nell’organizzare il convegno annuale e altri incontri dedicati a temi specifici dell’economia agro-alimentare e delle discipline affini in ambito universitario.
La Società è proprietaria della rivista Economia Agro-alimentare / Food Economy, fondata nel 1996 dall'allora Presidente della SIEA Fausto Cantarelli.